# وحمة مخاطية
وحمة مخاطية أو وحمة موسينية (بالإنجليزية: Mucinous nevus)‏ هي حالة جلدية نادِرة، تتميز بورمٍ عابي، والذي قد يكونُ وراثيًا أو مُكتسبًا.